# Tony Grey

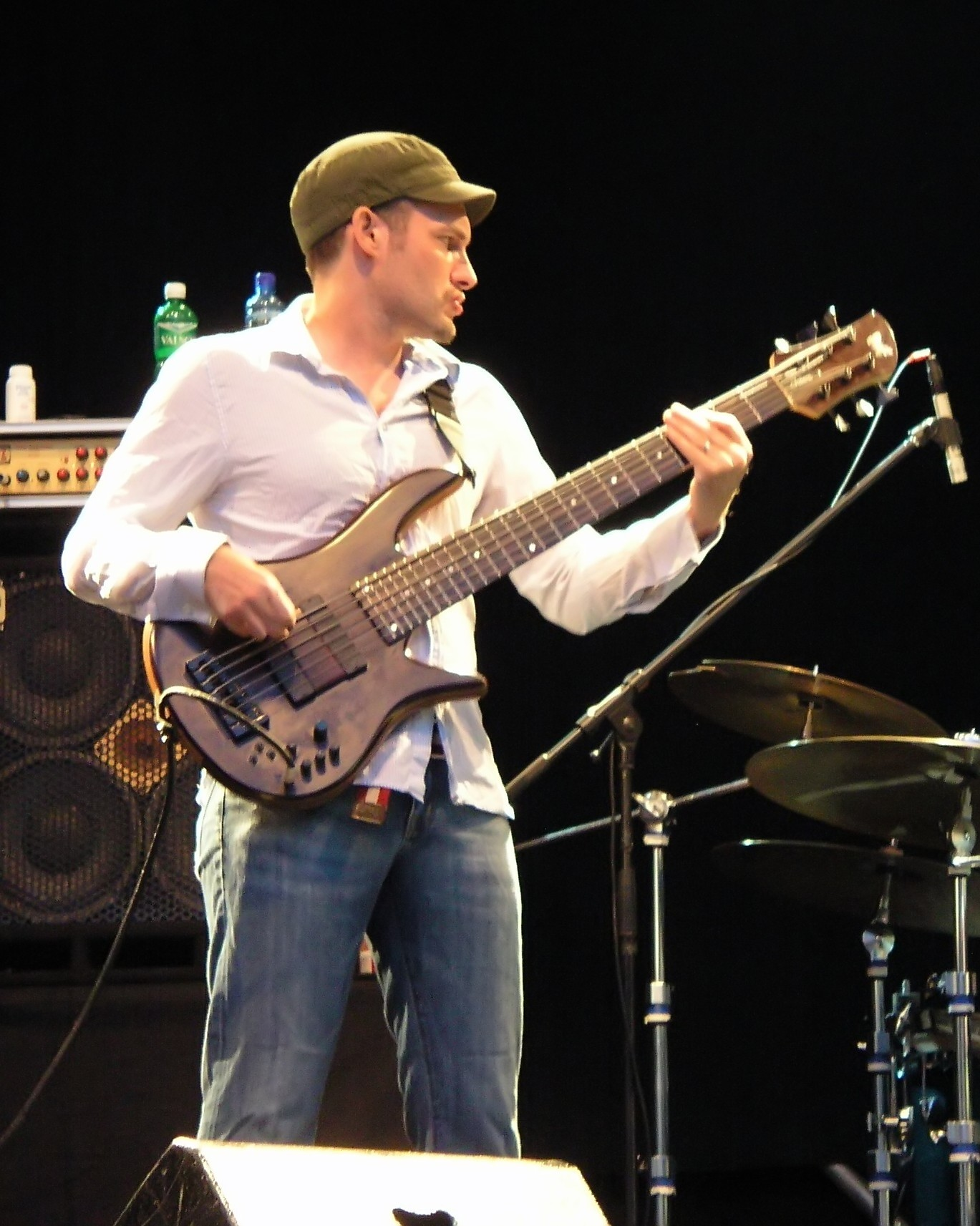
Tony Grey

Tony Grey (* 25. März 1975 in Newcastle upon Tyne, England) ist ein britischer Fusionmusiker (E-Bass, Komposition).

## Werdegang
Grey, der Neffe von John McLaughlin, lernte zunächst kein Instrument. Erst mit 18 Jahren begann er nach einem Unfall Bassgitarre zu spielen, wobei er Hinweise seines Onkels erhielt. Er studierte bis 2001 am Berklee College of Music; in dieser Zeit war er Mitglied der Popband Bliss, mit der er international auf Tournee war und eine CD veröffentlichte. Seit 2004 leitete er eine eigene Band, mit der er mehrere Alben vorlegte. Ebenfalls seit 2004 gehörte er zur Band von Hiromi, mit der er drei Tonträger veröffentlichte. Weiterhin nahm er mit Fabrizio Sotti, Kelly Buchanon, Karyshma und John McLaughlin (Industrial Zen 2006, Essential John McLaughlin 2007) auf.
2012 gründete er die  Tony Grey Bass Academy, eine Online-Musikschule. Weiterhin veröffentlichte er zwei Lehrbücher.

## Preise und Auszeichnungen
Grey erhielt im Berklee College of Music 2001 den Outstanding Performer Award. Die International Association for Jazz Education würdigte bereits 2004 seine Outstanding Contribution to Jazz. Sein Album Unknown Angels erhielt 2011 als Jazz-Album des Jahres einen Independent Music Award.

## Diskographische Hinweise
- Moving (2004)
- Chasing Shadows (2008, mit Dan Brantigan, Elliot Mason, Bob Reynolds, Grégoire Maret, Hiromi Uehara, Oli Rockberger, Lionel Loueke, John Shannon, Tim Miller, Chris Dave, Martin Valihora, Ronald Bruner Jr.)
- Unknown Angels (2010)[4]
- Elevation (2013)[1][5]

## Schriften
- Tony Grey 6 String Bass Method
- Tony Grey Jazz Bass Method